# Rudolf Gołębiowski

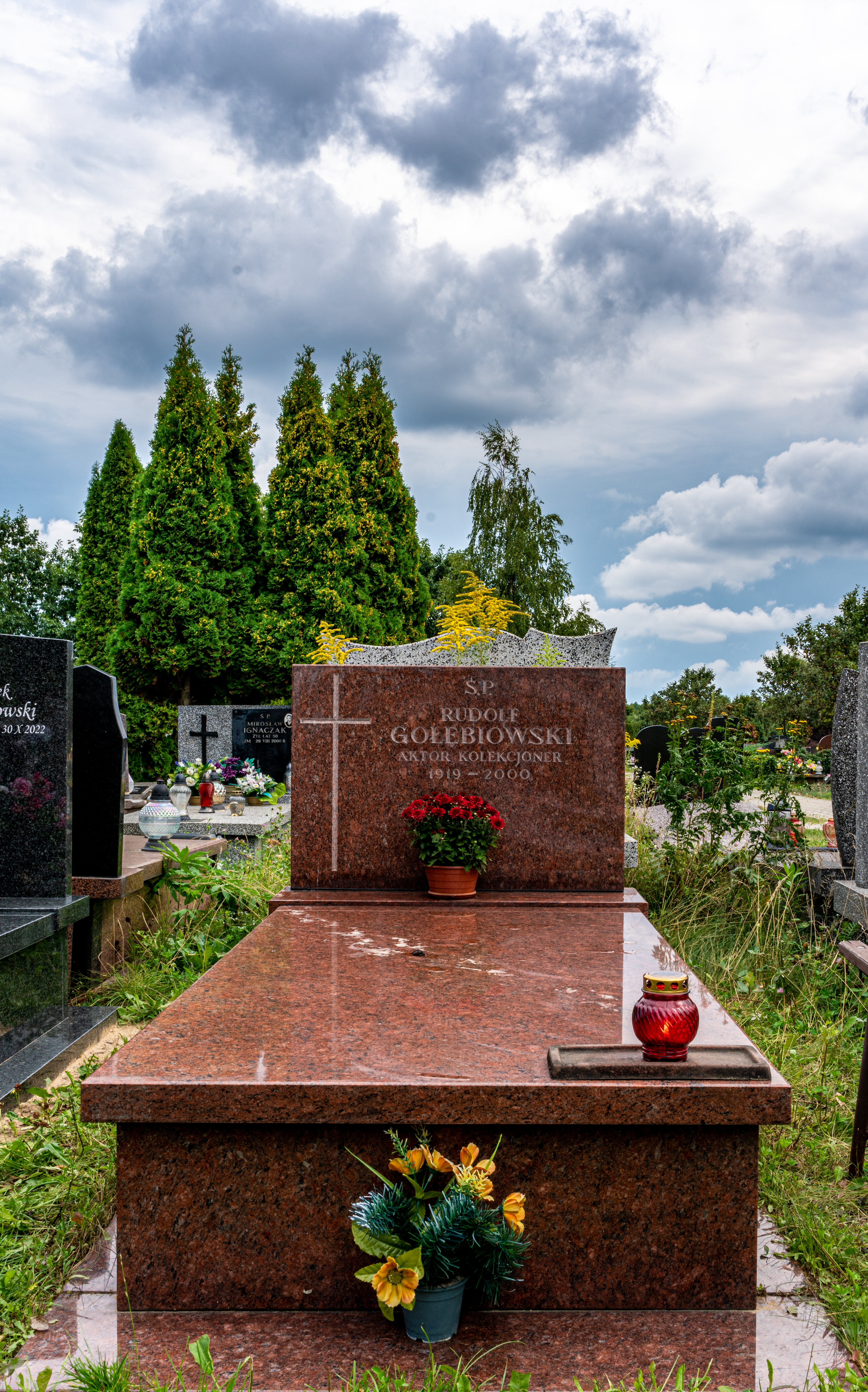
Grób Rudolfa Gołębiowskiego na cmentarzu Komunalnym Północnym w Warszawie

Rudolf Gołębiowski (ur. 4 stycznia 1919 w Krakowie, zm. 26 sierpnia 2000 w Warszawie) – polski aktor teatralny, radiowy i filmowy, varsaviansta.

## Życiorys
W 1945 roku ukończył studium aktorskie przy Starym Teatrze w Krakowie, zdał eksternistyczny egzamin aktorski, następnie przez dwa lata był członkiem zespołu teatru. W latach 1947−1949 występował w Teatrze Śląskim im. Stanisława Wyspiańskiego w Katowicach. Następnie przeniósł się do Warszawy, gdzie był członkiem zespołów Teatrów: Narodowego (1949−1957), Buffo (1957-1958) oraz Syrena (1958−1991). Zagrał także w 75 przedstawieniach Teatru Polskiego Radia (1951−1980) oraz ośmiu spektaklach Teatru Telewizji (1962−1981). Był członkiem Związku Artystów Scen Polskich.
Oprócz pracy scenicznej, zajmował się również kolekcjonowaniem dokumentów i pamiątek, związanych z życiem teatralnym Warszawy. W jego zbiorach znajdowały się m.in. programy teatralne, afisze, zdjęcia, zaproszenia, bilety, pocztówki oraz inne dokumenty, związane z historią stołecznych estrad. Kolekcje te były prezentowane na wystawach muzealnych, m.in. w Muzeum Karykatury, Muzeum Teatralnym oraz Muzeum Historycznym m. st. Warszawy. Był również autorem scenariusza do dwóch spektakli telewizyjnych, traktujących o przedwojennych kabaretach: Cabaret Warietano czyli XI muza Juliana Tuwima (1967, reż. Jerzy Dobrowolski) oraz Boy'a igraszki kabaretowe (1969, reż. Andrzej Łapicki).
Został pochowany na warszawskim cmentarzu Północnym.

## Filmografia
- Szkice węglem (1956)
- Spotkanie w Bajce (1962) – pracownik Rady Narodowej, organizator koncertu
- Polskie drogi (1977) – właściciel mieszkania – miejsca szkolenia partyzantów GL, odc. 11
- ...Gdziekolwiek jesteś panie prezydencie... (1978) – Mieczysław Niedziałkowski

## Odznaczenia i nagrody
W uznaniu swych zasług został odznaczony: Krzyżem Kawalerski Orderu Odrodzenia Polski (1987), Złotym Krzyżem Zasługi (1980), Medalem 40-lecia Polski Ludowej] (1985), Odznaką 1000-lecia Państwa Polskiego (1967), Odznaką „Zasłużony Działacz Kultury” (1974), Odznaką honorową „Za Zasługi dla Warszawy” (1989) oraz Złotą Odznaką Związków Zawodowych. W 1994 roku otrzymał również Sylwestra – Nagrodę Teatru Syrena w Warszawie.